# The Boogeyman (catch)
Pour les articles homonymes, voir Boogeyman et Wright.
Martin « Marty » Wright (né le 15 juillet 1964 à Phoenix) est un catcheur afro-américain.
Il est essentiellement connu pour son travail à la World Wrestling Entertainment entre 2005 et 2009, il lutte sous le nom de The Boogeyman (le croque-mitaine), un personnage au gimmick effrayant qui avalait de vrais vers afin d'effrayer ses adversaires.

## Biographie

### Jeunesse
Au début des années 2000, Marty Wright a des petits rôles dans quelques films.

### Carrière de catcheur

#### World Wrestling Entertainment(2004-2009)
Wright fait ses débuts dans le catch en participant à la quatrième saison de Tough Enough, une compétition de télé-réalité dans lequel le vainqueur remporte un contrat avec la World Wrestling Entertainment (WWE). La WWE ne le retient pas dans le casting final de cette émission car Wright leur ment sur son âge en disant qu'il a 30 ans au lieu de 40.
Malgré cela, les officiels de la WWE l'invitent à venir au club-école de la WWE, l'Ohio Valley Wrestling, afin de s'entrainer. Il y apprend le catch et fait ses débuts à la OVW en juin,. C'est là-bas qu'il prend le nom de ring de ainsi que divers éléments qui font le personnage de  The Boogeyman.
The Boogeyman fait sa première apparition télévisée le 13 octobre 2005 à SmackDown. Il commence à terroriser les autres lutteurs en coulisses pendant quelques mois.
Aux Survivor Series 2005, The Boogeyman aide le manager général de SmackDown Theodore Long à vaincre Eric Bischoff. Il fait ses débuts officiels sur le ring le 2 décembre, en battant Simon Dean en quelques secondes. The Boogeyman continuera à remporter des matchs rapidement pendant les semaines qui suivent. Il fait ses débuts officiels en pay-per-view à Armageddon, où il vient sur le ring pour vaincre Vito et Nunzio, qui étaient habillés en Père Noël et en elfe.
En début d'année 2006, The Boogeyman commence sa première rivalité avec JBL et Jillian Hall. JBL et The Boogeyman s'affrontent au Royal Rumble, le match se terminera par une victoire rapide du Boogeyman. Il commence ensuite une rivalité avec Booker T, qui aboutit à WrestleMania 22, sur une victoire du Boogeyman contre Booker T et Sharmell dans un match handicap. Le match a été court, car peu de temps avant WrestleMania, Boogeyman a subi une déchirure au biceps gauche lors d'un house show. Pour expliquer son absence, Booker T et Sharmell obtiennent une ordonnance restrictive contre The Boogeyman, qui entre-temps subit une intervention chirurgicale le 4 avril, pour réparer sa déchirure du biceps.
Alors que SummerSlam approche, The Boogeyman commence à apparaître dans des spots télévisés pour promouvoir l’évènement. Des promos sont également diffusées pour promouvoir son retour à SmackDown. Cependant, le 20 septembre 2006, le site officiel de la WWE annonce que Marty Wright a été libéré de son contrat.
Un mois après sa libération de la WWE, le 6 octobre, le site officiel de la WWE annonce que Wright a re-signé un contrat avec la fédération, et sera formé par Booker T et Stevie Ray à l'école de lutte à Houston, au Texas. Wright retourne à SmackDown le 27 octobre. Il commence alors une rivalité avec The Miz, qui se terminera à Armageddon, lorsque The Boogeyman battra The Miz, mettant fin à la série d'invincibilité de ce dernier.
En début d'année 2007, il commence une rivalité avec Finlay, qui met un terme à la série d'invincibilité du Boogeyman à la suite d'une intervention d'Hornswoggle. Lors du SmackDown du 2 février, Boogeyman distrait Finlay lors d'un match contre Chris Benoit pour le titre des États-Unis, ce qui coûtera le match à Finlay. Le 16 février, The Boogeyman est apparu pour la première fois avec Little Boogeyman. Son but était de lutter contre Hornswoggle, qui se révèle être un problème lors de ses matchs avec Finlay. The Boogeyman et Little Boogeyman perdent contre Finlay et Hornswoggle dans un match par équipe à No Way Out. Ils perdent un match revanche la semaine suivante à SmackDown. La rivalité se termine dans un match par équipes à Main Event Saturday Night, sur une victoire de Finlay et Hornswoggle.
The Boogeyman termine son contrat à SmackDown sur une défaite contre Mark Henry dans un match de courte durée. Après ce match, Mark Henry attaque Little Boogeyman, qui était au bord du ring. Il lui porte un Body Splash, le blessant sévèrement (kayfabe). Ce sera la dernière apparition de Little Boogeyman.
Le 11 juin 2007, The Boogeyman est drafté à la ECW dans le cadre du Draft 2007. Il remporte son premier combat à la ECW le 12 juin contre Matt Striker. À cette époque, il est en rivalité contre Striker et Big Daddy V. Au Saturday Night's Main Event XXXV lui et CM Punk battent Ted DiBiase, Jr. et Cody Rhodes. À la fin de 2007, Boogeyman prend du repos à cause de problèmes dentaires. Il effectue son retour le 13 octobre 2008 à Raw, il revient et attaque Chris Pontius des Jackass. Il fait son retour sur le ring le 9 décembre dans un match face à un lutteur local, match où il sort vainqueur. Le 17 février 2009, il perd face à Paul Burchill. Puis remporte son match revanche le 20 février. Lors de l'ECW du 3 mars, il perd face à Kane. La WWE licencie Boogeyman peu de temps après cela.

### Circuit indépendant (2009)
Après son renvoi de la WWE, Wright luttera sur le circuit indépendant. Il utilisera sa gimmick de Boogeyman à la Pro Wrestling Alliance. Plus tard, utilisant une nouvelle gimmick appelée Slither, il lutte à la Northeast Wrestling sous le nom de The Nightcrawler.

### Apparitions diverses (2012-...)
Le 17 décembre 2012, Wright fait une apparition à la WWE en tant que Boogeyman, en faisant peur à Booker T qui allait remettre le Slammy Award du moment le plus choquant de l'année. Le 26 janvier 2015, il fait partie en tant qu'invité spécial du Royal Rumble, en se faisant éliminer par Bray Wyatt. Lors du 25e anniversaire de Raw le 22 janvier 2018, il fait une apparition en coulisses.

## Palmarès
- Alabama Wrestling Federation
  - 1 fois AWF Tag Team Championship (avec Bobby Lashley)
- Pro Wrestling Illustrated
  - Rookie de l'année en 2006

## Filmographie
- 1999 : L'Enfer du dimanche : Beastman
- 2000 : Les Remplaçants : Butler
- 2005 : Le Transporteur 2 : Commandant